# 1095. grenadirski polk (Wehrmacht)
1095. grenadirski polk (izvirno nemško 1095. Grenadier-Regiment; kratica 1095. GR) je bil pehotni polk Heera v času druge svetovne vojne.

## Zgodovina
Polk je bil ustanovljen 11. julija 1944 kot sestavni del 548. grenadirske divizije.